# Cinara flexilis
Cinara flexilis är en insektsart som först beskrevs av David D. Gillette och Palmer 1924.  Cinara flexilis ingår i släktet Cinara och familjen långrörsbladlöss. Inga underarter finns listade i Catalogue of Life.